# Ligier JS37
Der Ligier JS37 ist ein Formel-1-Fahrzeug des französischen Rennteams Équipe Ligier, das das Team in der Formel-1-Saison 1992 einsetzte. Gefahren wurde der JS37 von dem Belgier Thierry Boutsen und dem Franzosen Érik Comas. Comas erreichte mit ihm vier Weltmeisterschaftspunkte; Boutsen zwei. In der Konstrukteurswertung belegte Ligier hinter Footwork den achten Platz. Die Typenbezeichnung JS ist eine Hommage an den 1968 tödlich verunglückten französischen Rennfahrer Jo Schlesser.

## Konstruktion
Präsentiert wurde der JS37 am 16. Januar 1992 auf dem Circuit de Nevers Magny-Cours. Die Jungfernfahrt endete nach ein paar Runden durch einen Elektrikdefekt. Bei den folgenden Testfahrten erprobte auch Alain Prost den Ligier. Ein Einsatz mit ihm als Stammpilot kam jedoch nicht zustande. Bereits bei den Testfahrten ließ sich das Getriebe des JS37 schlecht schalten; es war schwergängig und der Schalthebel ungünstig platziert. Außerdem bemängelte vor allem Boutsen massive Turbulenzen bei hohen Fahrgeschwindigkeiten.
Konstrukteur Frank Dernie beschrieb seinen JS37 als kompaktes Fahrzeug. Gérard Ducarouge, Technischer Leiter von Ligier, bezeichnete das Fahrzeug als durchdachtes und einfaches Formel-1-Fahrzeug. Nach seiner Aussage wurde der JS37 mehr als hundert Stunden im Windkanal erprobt. Profitieren konnte Ligier als französisches Team von der Kooperation mit Renault, die ein V10-Triebwerk der Version RS3 für die Saison stellten. Der Motor hatte gemäß FIA-Bestimmungen einen Hubraum von 3493 cm³ und leistete etwa 750 PS (552 kW). Damit zählte er zu den leistungsstärksten Motoren der Saison. Die Motoren sollen nach einer Aussage des früheren Renault-Rennleiters Gérard Larrousse 65 Millionen Francs gekostet haben.
Das Getriebe des JS37 war ein am Motor angeflanschtes X-Trac-Sechsganggetriebe. Die Dreischeiben-Kohlefaserkupplung wurde von AP gestellt. Die Bremsanlage lieferte Brembo und die Kohlenstofffasern verstärkten Bremsscheiben Carbone Industrie. Die Zahnstangenlenkung wurde von Ligier entwickelt. Die vordere und hintere Aufhängung hatte Zugstreben. Jeweils zwei Bilstein-Dämpfer lagen vorn längs auf dem Monocoque und hinten auf dem Getriebe. Das Tankvolumen umfasste 205 Liter.
Reifenlieferant war Goodyear, Hauptsponsoren Gitanes Blondes und Elf, die zugleich die Benzinmischung stellten.

## Fahrer
Als Fahrer waren der Belgier Thierry Boutsen und der Franzose Érik Comas verpflichtet.

## Saisonverlauf
Die Saison verlief für Ligier enttäuschend. Trotz Renault-Motor konnte das Team nur sechs Weltmeisterschaftspunkte einfahren. Beim Großen Preis von Südafrika verpasste Comas mit dem siebten Platz die Punkte; Boutsen war nach Problemen mit der Benzinzuführung ausgefallen. In Mexiko erreichten beide Fahrer mit Platz 9 und 10 und zwei Runden Rückstand auf den Sieger Nigel Mansell das Ziel. Beim Großen Preis von Brasilien schied Boutsen nach Kollision aus, Comas durch Getriebeprobleme. Ein weiterer Doppelausfall war dem Team in Spanien beschieden. Boutsen fiel nach Motorprobleme aus; Comas in Runde 55 nach einem Dreher. Beim Großen Preis von San Marino erreichte Comas den neunten Rang. Boutsen war durch Motorprobleme erneut ausgefallen. Monaco erlebte die zweite Zielankunft beider Fahrer in der laufenden Saison. Comas wurde mit zwei Runden Rückstand auf den Sieger Ayrton Senna Zehnter; Boutsen mit drei Runden Rückstand Zwölfter. Beim Großen Preis von Kanada erzielte Comas mit dem sechsten Platz seinen ersten Weltmeisterschaftspunkt. Boutsen kam mit zwei Runden Rückstand auf Platz 10. Beim Heim-Grand-Prix des Ligier-Teams in Frankreich erreichte Comas mit dem fünften Platz zwei weitere WM-Punkte. Boutsen war nach einem Dreher in Runde 46 ausgeschieden.
Mit Beginn der zweiten Saisonhälfte erreichte das Fahrerduo Boutsen/Comas in Großbritannien den achten bzw. zehnten Platz. In Deutschland auf dem Hockenheimring kamen beide Ligierfahrer auf den Rängen sechs (Comas) und sieben (Boutsen) in das Ziel. Beim Großen Preis von Ungarn auf dem Hungaroring schieden Comas und Boutsen nach Kollisionen aus. Beim Qualifikationsrennen zum Großen Preis von Belgien verlor Comas in der Blanchimont-Kurve die Kontrolle über seinen Ligier und schlug hart in die Streckenbegrenzung ein. Durch die Wucht des Aufpralls verlor er das Bewusstsein. Sein Wagen schleuderte auf die gegenüberliegende Seite der Strecke, prallte dort ab und das Wrack blieb auf der Mitte der Fahrbahn aufrecht liegen. Der hinter Comas fahrende Senna passierte das Fahrzeugwrack in langsamer Fahrt, hielt auf der rechten Streckenseite an und eilte Comas zu Hilfe. Comas blieb bei dem Unfall unverletzt, konnte aber am Rennen nicht teilnehmen. Boutsen fiel am Rennsonntag nach einem Dreher in Runde 27 aus. Beim Großen Preis von Italien fielen beide Ligier aus, Comas durch einen Dreher und Boutsen durch einen Defekt am Gaspedal. In Portugal fiel Comas in Runde 47 durch Motorprobleme aus; Boutsen brachte seinen Wagen mit zwei Runden Rückstand auf Sieger Mansell auf Rang acht in das Ziel. In Suzuka fiel Boutsen bereits in der dritten Runde durch Getriebeprobleme aus; Comas folgte in der 36. Runde mit Motorproblemen. Nach einem Doppelausfall in Japan reiste das Ligier-Team zum Saisonfinale nach Australien. Auf dem Adelaide Street Circuit erfuhr Boutsen seine ersten beiden WM-Punkte als Fünftplatzierter. Comas war bereits in Runde vier durch Motorprobleme ausgeschieden.

## Rennergebnisse
| Fahrer               | Nr.                  | 1   | 2  | 3   | 4   | 5   | 6  | 7  | 8   | 9  | 10 | 11  | 12  | 13  | 14  | 15  | 16  | Punkte | Rang |
| -------------------- | -------------------- | --- | -- | --- | --- | --- | -- | -- | --- | -- | -- | --- | --- | --- | --- | --- | --- | ------ | ---- |
| Formel-1-Saison 1992 | Formel-1-Saison 1992 |     |    |     |     |     |    |    |     |    |    |     |     |     |     |     |     | 6      | 8.   |
| Thierry Boutsen      | 25                   | DNF | 10 | DNF | DNF | DNF | 12 | 10 | DNF | 10 | 7  | DNF | DNF | DNF | 8   | DNF | 5   | 6      | 8.   |
| Érik Comas           | 26                   | 7   | 9  | DNF | DNF | 9   | 10 | 6  | 5   | 8  | 6  | DNF | DNS | DNF | DNF | DNF | DNF | 6      | 8.   |

| Legende  | Legende            | Legende                                                          |
| Farbe    | Abkürzung          | Bedeutung                                                        |
| -------- | ------------------ | ---------------------------------------------------------------- |
| Gold     | –                  | Sieg                                                             |
| Silber   | –                  | 2. Platz                                                         |
| Bronze   | –                  | 3. Platz                                                         |
| Grün     | –                  | Platzierung in den Punkten                                       |
| Blau     | –                  | Klassifiziert außerhalb der Punkteränge                          |
| Violett  | DNF                | Rennen nicht beendet (did not finish)                            |
| Violett  | NC                 | nicht klassifiziert (not classified)                             |
| Rot      | DNQ                | nicht qualifiziert (did not qualify)                             |
| Rot      | DNPQ               | in Vorqualifikation gescheitert (did not pre-qualify)            |
| Schwarz  | DSQ                | disqualifiziert (disqualified)                                   |
| Weiß     | DNS                | nicht am Start (did not start)                                   |
| Weiß     | WD                 | zurückgezogen (withdrawn)                                        |
| Hellblau | PO                 | nur am Training teilgenommen (practiced only)                    |
| Hellblau | TD                 | Freitags-Testfahrer (test driver)                                |
| ohne     | DNP                | nicht am Training teilgenommen (did not practice)                |
| ohne     | INJ                | verletzt oder krank (injured)                                    |
| ohne     | EX                 | ausgeschlossen (excluded)                                        |
| ohne     | DNA                | nicht erschienen (did not arrive)                                |
| ohne     | C                  | Rennen abgesagt (cancelled)                                      |
| ohne     | keine WM-Teilnahme |                                                                  |
| sonstige | P/fett             | Pole-Position                                                    |
| sonstige | 1/2/3/4/5/6/7/8    | Punktplatzierung im Sprint-/Qualifikationsrennen                 |
| sonstige | SR/kursiv          | Schnellste Rennrunde                                             |
| sonstige | *                  | nicht im Ziel, aufgrund der zurückgelegten Distanz aber gewertet |
| sonstige | ()                 | Streichresultate                                                 |
| sonstige | unterstrichen      | Führender in der Gesamtwertung                                   |